# Saint-Léonard (Valais)
Saint-Léonard (hispanizado San Leonardo) es una comuna suiza del cantón del Valais, localizada en el distrito de Sierre. Limita al noroeste con la comuna de Ayent, al noreste con Icogne, al este con Lens y Sierre, al sur con Grône, y al oeste con Sion.

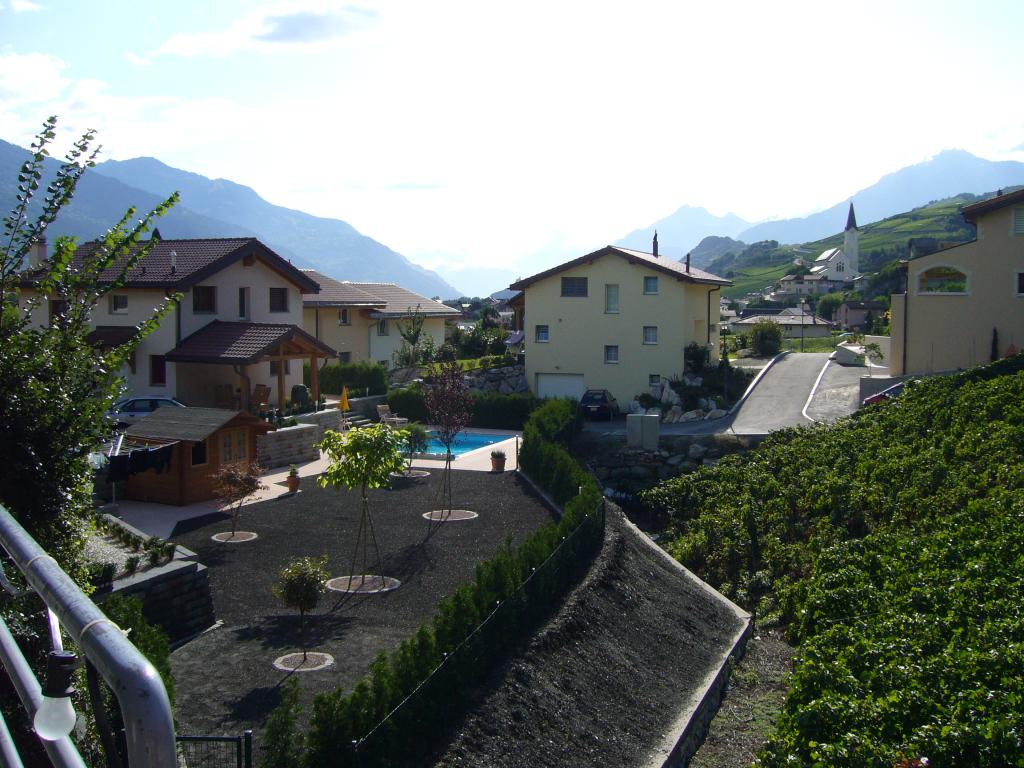
Vista de Saint-Léonard.